# Alcoroches
Alcoroches è un comune spagnolo di 141 abitanti situato nella comunità autonoma di Castiglia-La Mancia.